# Дэдшот
Дэдшот  (англ. Deadshot) — персонаж вселенной DC Comics, враг Бэтмена. Впервые появляется в Batman #59 (июнь — июль 1950 года) и был создан Бобом Кейном, Дэвидом Ридом-Верном и Лью Шварцом.

## Биография
Дэдшот — наёмный убийца, который регулярно хвастается тем, что «никогда не допустил ни одной осечки». Он использует широкий спектр оружия, но чаще всего пистолеты, закреплённые на запястьях. Изначально он появляется в Готэме в качестве нового борца с преступностью, но становится врагом Бэтмена, когда попытался заменить Тёмного рыцаря и позже отправляется в тюрьму, когда Бэтмен и комиссар Гордон публично разоблачают его.
После отбытия своего срока, Дэдшот начинает работать в качестве наёмного убийцы, а также меняет дизайн своего костюма: красный комбинезон под коричневым плащом и металлические пластины на лице с ориентационным устройством на правом глазу. В ранних комиксах, где описывается его прошлое и характер, становится известно, что его настоящее имя — Флойд Лоутон, он живёт вместе со своей матерью, братом и отцом, который плохо обращается с семьёй. Однажды его отец напал на брата Флойда, а также хотел избить всю семью, и Флойд попытался застрелить его из собственной же винтовки, однако вместо отца случайно убивает брата. После этого непреднамеренного убийства Флойд поклялся, что больше никогда не промахнется.

### Отряд Самоубийц
Дэдшот был важной фигурой в Отряде самоубийц в двух последних составах, где его навыки в качестве стрелка и его пренебрежение к человеческой жизни служили для продвижения целей группы.
Во время «Потустороннего Выброса», Дэдшот решает взорвать детский сад. Воплощение Лиги Справедливости останавливает его, однако, примерно в это же время, Дэдшот отправляется за границу, чтобы убить Папу Римского. Чудо-Женщина останавливает его в последнюю минуту.

### Секретная шестёрка
Дэдшот показан в комиксе «Объединение Злодеев». Секретная Шестёрка — объединение злодеев, под командованием таинственного человека по имени Пересмешник (которым на самом деле является Лекс Лютор), и который предлагает награды за совершение заданий и суровое наказание за отказ от вступления в команду. Дэдшоту предлагается награда — правление Северной Америкой, а его наказанием должно быть уничтожение окрестности, где живёт его дочь и жена. В конце мини-серии, конфликт заходит в тупик и статус Дэдшота остается неизменным до конца своей второй мини-серии. Он остается частью Секретной Шестёрки и показано, как он неохотно достигает дружбы с другим членом команды, Кэтменом. Его оплатой шестёрке была работа наемником, первым заданием которого стали его дочь и жена. После того, как Шестёрка была распущена, Нокаут прокомментировала, что Дэдшот вернулся в Отряд Самоубийц.

### Обратный отсчет
Дэдшот и Отряд Самоубийц, появились в Countdown. В выпуске Countdown To Final Crisis #24 Дэдшот (нарушив приказ Аманды Уоллер и протокола Отряда Самоубийц) атаковал Пайпер и Трикстер в поезде у Скалистых гор. Учитывая, что суперзлодеи знают о Проекте Спасения, по-видимому, Дэдшот убивает Трикстер, оставляя Крысолова самого по себе. В «Проекте Спасения № 2», Дэдшота обманули и отправили в тюрьму на другую планету вместе с последней партией преступников. Рик Флаг-младший рассказывает ему, как портал закрывается, и что он никогда не сможет находиться среди людей, как на Земле. Дэдшот обещает, что если он когда-либо вернется на Землю, он отомстит Флагу. После оказания помощи в отражении вторжения Пародемона, он убегает с уцелевшими злодеями в телепортационную машину. После этого Дэдшот вернулся в Секретную Шестёрку.

### Batman Cacophony
В первом выпуске серии Batman Cacophony, Дэдшот идет к Джокеру в клетку, так как по контракту должен был убить его из-за его косвенной причастности к смерти школьника. Как только он собирается убить Джокера, приезжает Ономатопея и стреляет Дэдшоту в голову. Позже выяснилось, что маска Дэдшота, созданная из высокотехнологичного металла, спасает его от выстрела. Также, между слоями маски был пакет с кровью, для того, чтобы при выстреле казалось, что он мёртв. Он объясняет Бэтмену, что произошло в психиатрической больнице Arkham Asylum, прежде, чем тот передал его полиции Готэма. Позже, Бэтмен использует технологию маски Дэдшота, чтобы выжить, при встрече с Джокером и Ономатопией.

### Секретная Шестёрка (том 2)
Дэдшот, наряду с Бэйном, Скэндал Сэйвидж, Тряпичной Куклой и Кэтменом воссоединяются в команду «Секретная Шестёрка», будучи нанятыми, чтобы получить Тарантула с острова Алькатрас, и найти карту, которую она украла у Юниора — таинственного злодея, который по слухам работает на всём Западном побережье. Вскоре на Шестёрку напала небольшая армия суперзлодеев, желающая восстановить карту и получить вознаграждение в размере $ 20 млн за каждого из членов Шестёрки и, по приказу Флага, который захватывает и пытает Бэйна, чьи сильные принципы и моральные убеждения, в паре с его любовью к Скэндал, удерживают его от предательства своей новой команды. Позже, это выяснилось, когда Флаг находит сестру Тряпичной Куклы и его первую дочь. У них ужасный внешний вид: разрезанная кожа и широко открытые сшитые глаза, чтобы она была похожа на клоуна.
Шестёрка бежала, направляясь в Готэм, где Дэдшот предал их, и оставил Тарантула. Шестёрке удалось догнать Дэдшота, только чтобы не быть атакованными Юниором и суперзлодеями, и Безумного Шляпника, который чуть не рассказал, кто их нанял, и просто напросто чтобы выжить. Тарантул жертвует собой, потянув себя и Флага перед совместной атакой суперзлодеев, и, казалось бы, уничтожает карту вместе с ними. Тем не менее, позднее показано, что Скэндал в настоящее время знает о местонахождении карты.
Отряд Самоубийц вновь вошёл в жизнь Дэдшота, когда он вернулся в январе 2010 года, перед событиями Темнейшей ночи.

## Вне комиксов

### Телевидение
- Дэдшот появился в сериале «Тайны Смолвилля» в десятом и последнем сезоне и его роль исполнил Брэдли Страйкер[3].
- Дэдшот появился в телесериале «Стрела» в первом сезоне, его роль исполнил Майкл Роу[источник не указан 289 дней].

### Фильмы
- Актёр Уилл Смит, подписавший контракт на съёмки в нескольких фильмах в рамках расширенной вселенной DC.[4][5]
  - Дэдшот появился в фильме «Отряд самоубийц», где является одним из главных персонажей.[6] Названный «одним из самых разыскиваемых киллеров в мире», также является непревзойдённым мастером в обращении с огнестрельным оружием. В отличие от комиксов, ориентационное устройство носит на левом глазу. Был пойман в Готэме Бэтменом по наводке Аманды Уоллер во время шопинга со своей дочерью Зои. Был вынужден вступить в состоящий из суперзлодеев отряд Самоубийц. В ходе схватки с Чародейкой та в обмен на верность ей предлагает выполнить его самое сокровенное желание: победить Бэтмена. в Мидвей Сити, Лоутон добился права на свидания с дочерью и сокращения своего тюремного срока на 10 лет.
  - В 2018 году Уилл Смит сообщил о разработке сольного фильма, в дальнейшем новостей о проекте не было. В 2022 году The Hollywood Reporter сообщил, что проект был отложен киностудией из-за запрашиваемого актёром гонорара в 20 млн. долл.[7].
  - Не появляется в сиквеле фильма 2021 года из-за в съёмок Смита в других картинах. Изначально его должен был заменить Идрис Эльба, но позже было решено дать ему сыграть персонажа Бладспорта, тем самым сохранив для Смита возможность вернуться к Дэдшоту.[8][9][10][11]
- Дэдшот появился в полнометражном мультфильме «Супермен/Бэтмен: Враги общества». Он был одним из суперзлодеев, охотившимися за головой Супермена.
- Дэдшот — главный антагонист 6 главы в мультфильме «Бэтмен: Рыцарь Готэма».
- Дэдшот является одним из главных действующих лиц в мультфильме «Бэтмен: Нападение на Аркхэм», где он объединяется с другими злодеями, чтобы проникнуть в Аркхэм по заданию правительства США. Озвучен Нилом МакДонафом.
- Дэдшот является одним из главных действующих лиц в мультфильме «Отряд самоубийц: Строгое наказание» 2018 года.

### Компьютерные игры
- Дэдшот появился в качестве одного из главных злодеев в игре «Batman» для NES, выпущенной компанией Sunsoft.
- Дэдшот является одним из врагов Бэтмена в игре Batman: Arkham City. Он убивает политических заключённых. Бэтмен сканирует оставленные злодеем улики и находит его, не дав ему завершить список жертв, в который входил он, и как Брюс Уэйн, и как Бэтмен.
- Дэдшот появился в игре Batman: Arkham Origins. Он является одним из убийц, охотящихся за головой Бэтмена.
- Является одним из второстепенных злодеев и играбельным персонажем в игре Lego Batman 3: Beyond Gotham. Появляется в дополнении Suicide squad в качестве одного из нескольких протагонистов
- Injustice: Gods Among Us — Дэдшот присутствует как фоновый персонаж на арене «Остров Страйкера»; в сюжете не участвует. В мобильной версии игры Дэдшот является играбельным персонажем.
- Присутствует в Injustice 2 в качестве антагониста и играбельного персонажа. В своей одиночной концовке он передает Брейниака и Гродда властям. В качестве награды не только его приговор в Белл Рив отменен, но и Брюс Уэйн финансирует операцию по удалению нано-взрывчатых веществ из его головы, что дает ему второй шанс стать отцом Зои.
- Suicide Squad: Special Ops — Дэдшот является одним из трёх протагонистов. В игре он вооружён штурмовой винтовкой и своими фирменными запястными пистолетами.
- DC Legends - игровой персонаж, имеющий две разновидности, одна из которых повторяет облик героя фильма "Отряд самоубийц".[12]

## Критика и отзывы
В 2010 году Дэдшот занял 43 место в списке 100 величайших злодеев комиксов по версии IGN